# Romorantin-Lanthenay
Romorantin-Lanthenay là một xã trong tỉnh Loir-et-Cher, thuộc vùng hành chính Centre-Val de Loire của nước Pháp, có dân số là 18.350 người (thời điểm 1999).

## Nhân khẩu học
| 1936   | 1954   | 1962   | 1968   | 1975   | 1982   | 1990   | 1999   |
| ------ | ------ | ------ | ------ | ------ | ------ | ------ | ------ |
| 10 468 | 10 775 | 11 777 | 14 096 | 16 719 | 17 692 | 17 865 | 18 350 |

## Các thành phố kết nghĩa
- Long Eaton, Vương quốc Anh
- Langen (Hessen), Đức

## Những người con của thành phố
- Claude de France
- Alfred Cornu mất tại đây năm 1902.